# Copa de la UEFA 1993-1994
La Copa de la UEFA 1993–94 fou guanyada per l'Inter de Milà, que va derrotar el Casino Salzburg en la final a doble partit per un resultat agregat de 2-0.

## Primera ronda
| Equip 1                  | Global | Equip 2                    | Anada | Tornada |
| ------------------------ | ------ | -------------------------- | ----- | ------- |
| Aalborg Boldspilklub     | 1-5    | Deportivo La Coruna        | 1-0   | 0-5     |
| Bohemian FC              | 0-6    | FC Girondins de Bordeaux   | 0-1   | 0-5     |
| Borussia Dortmund        | 1-0    | FC Spartak Vladikavkaz     | 0-0   | 1-0     |
| Brondby IF               | (c)3-3 | Dundee United FC           | 2-0   | 1-3(pr) |
| BSC Young Boys           | 0-1    | Celtic FC                  | 0-0   | 0-1(pr) |
| CD Tenerife              | 3-2    | AJ Auxerre                 | 2-2   | 1-0     |
| Crusaders FC             | 0-4    | Servette FC                | 0-0   | 0-4     |
| Dinamo Bucarest          | 3-4    | Cagliari Calcio            | 3-2   | 0-2     |
| Dynamo Moscou            | 2-7    | Eintracht Frankfurt        | 0-6   | 2-1     |
| FC Dniprò Dnipropetrovsk | 4-2    | FC Admira/Wacker           | 1-0   | 3-2     |
| Kuusysi Lahti            | 6-1    | K.S.V. Waregem             | 4-0   | 2-1     |
| FC Nantes Atlantique     | 2-4    | València CF                | 1-1   | 1-3(pr) |
| FC Twente                | 3-7    | Bayern de Múnic            | 3-4   | 0-3     |
| Gloria Bistrita          | 0-2    | NK Maribor                 | 0-0   | 0-2     |
| Heart of Midlothian FC   | 2-4    | Atlètic de Madrid          | 2-1   | 0-3     |
| IFK Norrköping           | 1-2    | Y.R. K.V. Mechelen         | 0-1   | 1-1(pr) |
| Internazionale Milano FC | 5-1    | Rapid Bucarest             | 3-1   | 2-0     |
| Juventus FC              | 4-0    | FC Lokomotiv Moscou        | 3-0   | 1-0     |
| Karlsruher SC            | 2-1    | PSV Eindhoven              | 2-1   | 0-0     |
| KR                       | 1-2    | MTK Budapest               | 1-2   | 0-0     |
| Kocaelispor              | 0-2    | Sporting Clube de Portugal | 0-0   | 0-2     |
| Norwich City FC          | 3-0    | Vitesse Arnhem             | 3-0   | 0-0     |
| Östers IF                | 2-7    | Kongsvinger I.L.           | 1-3   | 1-4     |
| PFC Botev Plovdiv        | 3-8    | Olympiacos                 | 2-3   | 1-5     |
| R. Antwerp FC            | 4-2    | CS Maritimo                | 2-0   | 2-2     |
| Casino Salzburg          | 4-0    | DAC Dunajska Streda        | 2-0   | 2-0     |
| S.S. Lazio               | 4-0    | PFC Lokomotiv Plovdiv      | 2-0   | 2-0     |
| SK Slavia Praha          | 1-2    | OFI Crete                  | 1-1   | 0-1     |
| SK Slovan Bratislava     | 1-2    | Aston Villa FC             | 0-0   | 1-2     |
| Trabzonspor              | 6-2    | Valletta FC                | 3-1   | 3-1     |
| Union Luxemburg          | 0-5    | Boavista FC                | 0-1   | 0-4     |
| Vác FC-Samsung           | 2-4    | Apollon Limassol           | 2-0   | 0-4(pr) |

## Segona ronda
| Equip 1                  | Global | Equip 2                    | Anada | Tornada |
| ------------------------ | ------ | -------------------------- | ----- | ------- |
| Atlètic de Madrid        | 1-2    | OFI Crete                  | 1-0   | 0-2     |
| Bayern de Múnic          | 2-3    | Norwich City FC            | 1-2   | 1-1     |
| CD Tenerife              | (c)5-5 | Olympiacos                 | 2-1   | 3-4     |
| Celtic FC                | 1-2    | Sporting Clube de Portugal | 1-0   | 0-2     |
| Deportivo La Coruna      | 2-1    | Aston Villa FC             | 1-1   | 1-0     |
| Eintracht Frankfurt      | 2-1    | FC Dniprò Dnipropetrovsk   | 2-0   | 0-1     |
| FC Girondins de Bordeaux | 3-1    | Servette FC                | 2-1   | 1-0     |
| Kuusysi Lahti            | 2-7    | Brondby IF                 | 1-4   | 1-3     |
| Internazionale Milano FC | 4-3    | Apollon Limassol           | 1-0   | 3-3     |
| Kongsvinger I.L.         | 1-3    | Juventus FC                | 1-1   | 0-2     |
| NK Maribor               | 1-2    | Borussia Dortmund          | 0-0   | 1-2     |
| Casino Salzburg          | 2-0    | R. Antwerp FC              | 1-0   | 1-0     |
| S.S. Lazio               | 1-2    | Boavista FC                | 1-0   | 0-2     |
| Trabzonspor              | 1-1(c) | Cagliari Calcio            | 1-1   | 0-0     |
| València CF              | 3-8    | Karlsruher SC              | 3-1   | 0-7     |
| Y.R. K.V. Mechelen       | 6-1    | MTK Budapest               | 5-0   | 1-1     |

## Tercera ronda
| Equip 1                    | Global | Equip 2                  | Anada | Tornada |
| -------------------------- | ------ | ------------------------ | ----- | ------- |
| Brondby IF                 | 1-2    | Borussia Dortmund        | 1-1   | 0-1     |
| Eintracht Frankfurt        | 2-0    | Deportivo La Coruna      | 1-0   | 1-0     |
| FC Girondins de Bordeaux   | 1-3    | Karlsruher SC            | 1-0   | 0-3     |
| Juventus FC                | 4-2    | CD Tenerife              | 3-0   | 1-2     |
| Norwich City FC            | 0-2    | Internazionale Milano FC | 0-1   | 0-1     |
| OFI Crete                  | 1-6    | Boavista FC              | 1-4   | 0-2     |
| Sporting Clube de Portugal | 2-3    | Casino Salzburg          | 2-0   | 0-3(pr) |
| Y.R. K.V. Mechelen         | 1-5    | Cagliari Calcio          | 1-3   | 0-2     |

## Quarts de final
| Equip 1           | Global | Equip 2                  | Anada | Tornada |
| ----------------- | ------ | ------------------------ | ----- | ------- |
| Boavista FC       | 1-2    | Karlsruher SC            | 1-1   | 0-1     |
| Borussia Dortmund | 3-4    | Internazionale Milano FC | 1-3   | 2-1     |
| Cagliari Calcio   | 3-1    | Juventus FC              | 1-0   | 2-1     |
| Casino Salzburg   | (p)1-1 | Eintracht Frankfurt      | 1-0   | 0-1     |

## Semifinals
| Equip 1         | Global | Equip 2                  | Anada | Tornada |
| --------------- | ------ | ------------------------ | ----- | ------- |
| Cagliari Calcio | 3-5    | Internazionale Milano FC | 3-2   | 0-3     |
| Casino Salzburg | (c)1-1 | Karlsruher SC            | 0-0   | 1-1     |

## Final
| Equip 1         | Global | Equip 2        | Anada | Tornada |
| --------------- | ------ | -------------- | ----- | ------- |
| Casino Salzburg | 0–2    | Internazionale | 0–1   | 0–1     |

### Anada
| Casino Salzburg | 0 – 1 | Internazionale |
| --------------- | ----- | -------------- |
|                 |       | Berti 35'      |

 Ernst Happel Stadium, Viena

### Tornada
| Internazionale | 1 – 0 | Casino Salzburg |
| -------------- | ----- | --------------- |
| Jonk 62'       |       |                 |

 San Siro, Milà
| Campió de la Copa de la UEFA 1993-94 |
| ------------------------------------ |
| FC Internazionale Milano Segon títol |